# روبرتو غاوتشو
روبرتو غاوتشو (بالبرتغالية: Roberto Gaúcho‏) هو لاعب كرة قدم برازيلي في مركز الهجوم، ولد في 5 أبريل 1968 في Santa Rosa, Rio Grande do Sul ‏ في البرازيل. لعب مع نادي غواراني ونادي فاسكو دا غاما.